# تلمبة عباس أباد (حومة بم)
تلمبة عباس أباد (بالفارسية: تلمبه عباس‌آباد) هي مستوطنة تقع في إيران في منطقة مركزية ريفية. يقدر عدد سكانها بـ 50 نسمة .